# Lac Irwin Bright
Le lac Irwin Bright (en anglais : Irwin Bright Lake) est un lac américain dans le comté de Tuolumne, en Californie. Il est situé à 2 160 mètres d'altitude au sein de la Yosemite Wilderness, dans le parc national de Yosemite.